# Biến chất (địa chất)

Sơ đồ minh họa phản ứng biến chất. Gặm mòn khoáng vật: act = actinolit; chl = chlorit; ep = epidot; gt = granat; hbl = hornblend; plag = plagiocla. Hai khoáng vật còn lại trong hình vẽ không tham gia phản ứng, chúng có thể là thạch anh và fenspat-K. Phản ứng này diễn ra trong tự nhiên khi một đá biến đổi từ tướng amphibolit thành tướng phiến lục.

Biến chất là sự tái kết tinh ở trạng thái rắn của một đá có trước do các biến đổi về các điều kiện vật lý và hóa học, cụ thể là nhiệt độ, áp suất và các dung dịch hoạt động hóa học. Các biến đổi về khoáng vật, hóa học và cấu trúc tinh thể có thể xảy ra trong quá trình này.
Có ba kiểu biến chất là Biến chất động lực, biến chất tiếp xúc và biến chất khu vực.

## Các kiểu biến chất

#### Các tướng biến chất
Tướng biến chất là những tầng hay những khi vực có thể nhận dạng được bằng các khoáng vật đặc trưng được hình thành trong điều kiện cân bằng ở một nhiệt độ và áp suất nhất định trong quá trình biến chất. Các tướng biến chất được đặt tên theo tên đá biến chất được tạo thànnh. Các mối quan hệ của các tướng biến chất được Pentti Eskola miêu tả đầu tiên năm 1921.
Các tướng:
- nhiệt độ (T) thấp - áp suất thấp (P):  Zeolit
- T trung bình - cao - P thấp: Prehnit-Pumpellyit
- T thấp - P cao: đá phiến lam
- T trung bình - cao - P trung bình: đá phiến lục - Amphibolit - Granulit
- T trung bình-cao - P cao: Eclogit

### Cấp biến chất
Trong chuỗi Barrovia (do George Barrow miêu tả trong các vùng biến chất ở Scotland), các cấp biến chất cũng được phân loại bởi sự tập hợp khoáng vật dựa trên sự hiện diện của các khoáng vật đặc trưng trong các đá nguồn gốc pelitic (sét, nhôm):
Cấp thấp ------------------- Trung bình --------------------- Cấp cao
đá phiến lục ------------- Amphibolit ----------------------- Granulit
Slate --- Phyllit ---- đá phiến --------- Gneiss -----------------------Migmatit(nóng chảy từng phần) >>>nóng chảy
đới clorit
đới biotit
đới granat
đới staurolit
đới kyanit
đới sillimanit